# Silverio Pérez
Silverio Pérez Gutiérrez (Pentecostés, Texcoco, Estado de México, 20 de noviembre de 1915-Ib., 2 de septiembre de 2006) fue un torero mexicano apodado «El Faraón de Texcoco», y hermano del también torero Carmelo Pérez.

## Biografía
Silverio Pérez fue el último de las grandes leyendas de la Época de Oro del toreo mexicano. Se hizo torero dada la muerte de su hermano, Carmelo Pérez, que murió de una neumonía a los 22 años en Madrid, España. Dicha neumonía fue resultado de una gravísima cornada que le diera el bravísimo toro «Michín» de San Diego de los Padres el 17 de noviembre de 1929 en la plaza El Toreo de La Condesa de la Ciudad de México. En esa ocasión, Carmelo alternó con el español Antonio Márquez, quien le cortó el rabo a una reserva de Piedras Negras, y Pepe Ortiz.
Fermín Espinosa «Armillita» le dio su alternativa en Puebla, el 6 de noviembre de 1938 y teniendo como testigo a Paco Gorráez. El 11 de diciembre del mismo año en la plaza El Toreo recibe la confirmación de su alternativa por parte de «Armillita» y como testigo tuvo a Fermín Rivera.
Consiguió cortar el primer rabo en la historia de la Plaza México en la segunda corrida del serial inaugural al toro «Barba Azul» de Torrecilla. En esa ocasión alternaba con Manuel Rodríguez Manolete, en interesante mano a mano.
El 1 de marzo de 1953 se retiró en la Plaza México, toreando reses de Torrecilla. No hubo lucimiento debido al mal juego de los astados, por lo que el periodista taurino José Pagés Llergo le regaló la lidia de un séptimo toro, «Malagueño», de San Diego de los Padres, misma vacada de donde provenía «Michín», aquel que segara la vida de su hermano Carmelo. Su padrino, Fermín Espinosa «Armillita», quien le concediera la alternativa quince años antes, fue el encargado de cortarle la coleta.
Fue alcalde de su ciudad natal Texcoco, Edo. Méx. Tomó posesión como presidente municipal la primera vez el día 1 de enero de 1958.
Así mismo Silverio desempeñó las siguientes responsabilidades y cargos políticos en el municipio de Texcoco:
En 1951 síndico procurador de Texcoco. 
De 1955 a 1957 presidente de la Junta de Mejoras Materiales del Municipio, en ese lapso se reconstruyó la carretera México-Texcoco.
De 1958 a 1960 presidente municipal de Texcoco.
De 1961 a 1963 diputado federal.
De 1967 a 1967 presidente municipal por segunda ocasión. Posteriormente fue nombrado Coordinar de Desarrollo Agrícola y Ganadero del Estado de México.
De 1967 a 1969 Presidente Municipal por tercera ocasión. Fue durante este trienio que Silverio pudo lograr uno de sus grandes anhelos. Rendir homenaje al gran Rey Poeta, guerrero y gran urbanista que hizo de Texcoco la Atenas de Anáhuac “Nezahualcoyotl” pidiéndole al Maestro Humberto Peraza erigiera una estatua digna del Rey de Texcoco y que se colocó majestuosamente a la entrada del Municipio de Texcoco.
Murió en su hogar el 2 de septiembre de 2006 debido a una neumonía complicada con una insuficiencia renal.

## Canción
En honor de este torero, Agustín Lara compuso un pasodoble después de verlo actuar el 31 de enero de 1943. Además de Lara, la canción ha sido interpretada por varios artistas como: Ramón Vargas, Javier Solís, Pepe Aguilar, Ana Gabriel, Alejandro Fernández, Alfredo Sadel, Orquesta Guayacán entre otros.